# Jauheni Schuleu
Jauheni Schuleu (belarussisch Яўгеній Жулеў, engl. Transkription Yauheni Zhuleu; * 18. Januar 1984 in Seweromorsk, RSFSR) ist ein belarussischer Biathlet.
Jauheni Schuleu lebt in Seweromorsk, trainiert in Wizebsk und arbeitet als Sportlehrer. Der gebürtige Russe wird von den Trainern Svoboda und Belopuchow betreut. Er begann 1997 mit dem Biathlonsport und gehört seit 2006 zum Nationalkader von Belarus. 2001 nahm er erstmals in Chanty-Mansijsk an Biathlon-Juniorenweltmeisterschaften teil. Er trat nur im Einzel an und belegte Platz 37. Es dauerte zwei Jahre, bis Schuleu in Kościelisko ein zweites Mal an einer Junioren-WM teilnahm. Im Einzel wurde der Belarusse dieses Mal 22., 55. des Sprints und 30. der Verfolgung. Seit der Saison 2003/04 nahm er auch an den Junioren-Wettbewerben im Biathlon-Europacup teil. 2004 startete er in der Haute-Maurienne erneut bei der Junioren-WM und belegte die Ränge 53 im Sprint, 38. in der Verfolgung und wurde mit der Staffel Siebter. Anschließend startete Schuleu bei der Winter-Militärweltmeisterschaft 2004 in Östersund, bei der er 71. des Sprints und 21. im Rennen der Militärpatrouille wurde. Drittes Großereignis des Jahres wurden die Wettkämpfe der Junioren bei den Sommerbiathlon-Weltmeisterschaften 2004 in Osrblie. Der Belarusse wurde Zehnter im Sprint, 17. der Verfolgung und im Massenstartrennen. Mit Andrei Slavnikov und Uladsimir Miklascheuski gewann er im Staffelrennen hinter den Staffeln aus Tschechien und Lettland die Bronzemedaille. Letztes Großereignis bei den Junioren wurden die Weltmeisterschaften 2005 in Kontiolahti, bei denen Schuleu 20. im Einzel, 29. im Sprint, 19. der Verfolgung und Neunter im Staffelrennen wurde.
Seit der Saison 2005/06 startet Schuleu bei den Männern im Leistungsbereich. Seine ersten Rennen bestritt er hier 2005 in Obertilliach im Rahmen des Biathlon-Europacups und wurde 48. und 61. in Sprintrennen. Noch im selben Jahr erreichte er mit Rang 12 in einem Sprint in Windischgarsten ein erstes Ergebnis in den Punkten. Zum Auftakt der Saison 2006/07 debütierte der Belarusse in Östersund auch im Biathlon-Weltcup. Das erste Rennen war ein Einzel, in dem er 80. wurde. In Hochfilzen lief er mit Platz 69 noch im selben Jahr auf seine bislang beste Platzierung in der Rennserie. Es blieb bei zunächst vier Einsätzen im Weltcup. Erstes Großereignis bei den Männern wurden die Sommerbiathlon-Weltmeisterschaften 2008 in der Haute-Maurienne. Als einer von nur wenigen Athleten trat Schuleu sowohl bei den Rennen im Crosslauf wie auch auf Skirollern an. Im Cross belegte er im Sprint Platz sieben und wurde Zehnter in der Verfolgung. Auf Skirollern kamen die Plätze 37 im Sprint und mit Iryna Babezkaja, Maryja Kaslouskaja und Sjarhej Daschkewitsch Platz fünf in der Staffel hinzu. Nächstes Großereignis waren die Biathlon-Europameisterschaften 2009 in Ufa. Im Einzel wurde Schuleu in seiner russischen Heimat 22. des Sprints und Zehnter mit der Staffel. Auch ein Jahr später nahm er an den Biathlon-Europameisterschaften 2010 in Otepää teil. Nach 28. Plätzen im Einzel und im Sprint folgte ein 30. Rang im Verfolgungsrennen und Platz elf mit der Staffel von Belarus. Als Nächstes nahm Schuleu an den Sommerbiathlon-Europameisterschaften 2010 in Osrblie teil. Dort belegte er die Plätze 30 im Sprint und 25 in der Verfolgung.

## Biathlon-Weltcup-Platzierungen
Die Tabelle zeigt alle Platzierungen (je nach Austragungsjahr einschließlich Olympische Spiele und Weltmeisterschaften).
- 1.–3. Platz: Anzahl der Podiumsplatzierungen
- Top 10: Anzahl der Platzierungen unter den ersten zehn (einschließlich Podium)
- Punkteränge: Anzahl der Platzierungen innerhalb der Punkteränge (einschließlich Podium und Top 10)
- Starts: Anzahl gelaufener Rennen in der jeweiligen Disziplin
- Staffel: inklusive Mixed- und Single-Mixed-Staffeln

| Platzierung         | Einzel | Sprint | Verfolgung | Massenstart | Staffel | Gesamt |
| ------------------- | ------ | ------ | ---------- | ----------- | ------- | ------ |
| 1. Platz            |        |        |            |             |         |        |
| 2. Platz            |        |        |            |             |         |        |
| 3. Platz            |        |        |            |             |         |        |
| Top 10              |        |        |            |             |         |        |
| Punkteränge         |        |        |            |             |         |        |
| Starts              | 1      | 3      |            |             |         | 4      |
| Stand: Karriereende |        |        |            |             |         |        |